# 排泄作用
排泄作用是指生物體將代謝廢物排出體外的作用，是所有生物生存的必要過程。單細胞生物透過細胞表面排出廢物。植物以葉面上的氣孔排氣。多細胞生物則有特別的排泄器官。其中有參與排泄作用的器官（其他系統的一部分），也可歸類到排泄系統 （Excretory system）的一部分。

## 哺乳類
对于大多哺乳類來說，牠們經兩種主要的途徑進行排泄作用：一种為腎臟產生尿液（見泌尿系統），經排尿作用排出體外，通常是尿素；另一種為呼吸作用產生二氧化碳，經肺部呼出體外。
排尿作用在體內滲透壓高時，可受抗利尿激素所控制，此激素能增加遠曲小管重吸收水的能力，並透過改變其自身濃度來控制排尿量，它是由腦下垂體儲存及分泌。
流汗是另一種排泄作用，它可以排走水分及鹽，但其實這個機制的主要目的是降溫。狗並沒有皮膚排汗機制。
人類的主要排泄器官是腎以及輔助的泌尿器官－用以排出尿液。皮膚及肺部皆有排泄的功能：皮膚以流汗的方式排走水分及鹽，肺部則排出二氧化碳。
至於大腸排出固體的廢物的過程，稱為排遺，因其主要目的並非排除代謝後的產物，而是食物的殘渣。

## 昆蟲
至於昆蟲，牠們的排泄系統包含了馬氏管。馬氏管是位于中腸和後腸交界處的細長盲管，代謝廢物會經擴散作用或者主動運輸進入馬氏管，馬氏管就會將代謝廢物運送到腸，並在直腸進行"重吸收"。之後這些廢物會經由糞便排出體外。

## 外部連結
- UAlberta.ca （页面存档备份，存于）, Animation of excretion
- http://www.brianjford.com/wleaf03.htm （页面存档备份，存于）